# Estarrufat
L'Estarrufat o drac del Poblenou és una peça d'imatgeria festiva del barri del Poblenou (Barcelona) de color vermell, una característica que el fa singular. Forma part de la Colla del Drac del Poblenou i surt tant en cercaviles com en espectacles de foc, acompanyat de diables i tabalers.
El drac del Poblenou va néixer el 1985 per iniciativa de la colla mateix, que volia una bèstia per a acompanyar els diables en els espectacles pirotècnics. En Manel Ollé fou l'artista encarregat de construir-lo i aquell any mateix ja el van presentar a les festes de Maig del barri, on no ha faltat mai d'aleshores ençà. També es deixa veure a la festa major, al setembre, i a més cercaviles, correfocs i actes festius diversos arreu de la ciutat.
Segons l'anecdotari de la figura, es va construir en un magatzem de la família Ollé i, un cop fet i a punt de sortir, van veure que no passava per la porta perquè era massa gros. Per poder-lo treure, l'hagueren de tallar en peces, de manera que es va convertir en un drac totalment desmuntable, amb el cap, la cua, el cos i les faldilles independents que s'havien d'ajuntar amb caragols i barnilles. A l'últim, el 1993 el van restaurar i n'uniren totes les peces definitivament.
El drac Estarrufat és una bèstia amb música pròpia, «L'Estarrufada», una melodia de gralla a dues veus que va compondre expressament Susanna Medialdea el 1991.
Quan no surt, es pot visitar al Centre d'Imatgeria Festiva Can Saladrigas, on és exposat permanentment amb les altres figures del Poblenou.